# Abzeichenfarbe
Abzeichenfarbe (auch Regiments- oder Aufschlagfarbe) ist die Farbe der Uniformteile, durch die sich ein Regiment oder anderer militärischer Verband von anderen Verbänden der gleichen Waffengattung unterscheidet.

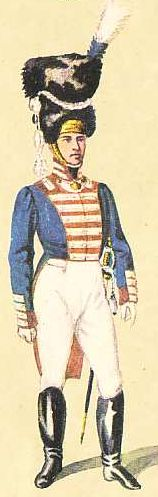
Oberleutnant des bayerischen Grenadier-Garde-Regiments 1814: blauer Uniformrock mit roten Abzeichen

Mit der Errichtung der stehenden Heere und der damit einsetzenden Uniformierung der Truppen entstand das Bedürfnis, die Regimenter voneinander unterscheiden zu können. Die Grundfarbe des Uniformrockes war dabei für alle Regimenter einer Waffengattung grundsätzlich einheitlich, Kragen, Schoßumschläge, Ärmelaufschläge und Rabatten, zuweilen auch Westen und Beinkleider wurden in einer abweichenden Farbe gefertigt. Aufgrund der damals üblichen Lineartaktik war Tarnung nicht erforderlich, sodass man hierfür kräftige Farben verwenden konnte. Dies ermöglichte den Kommandeuren einen raschen Überblick über den Standort einzelner Regimenter am Schlachtfeld. Versprengte konnten zusätzlich ihre Einheit leichter wiederfinden. Da im ausgehenden 17. Jahrhundert die Regimentschefs als Inhaber des „Unternehmens“ Regiment die Uniformen selbständig beschafften, wählten sie häufig hierfür die Livreefarbe ihres Adelsgeschlechts. Mit dem Inhaber eines Regiments wechselte dann oft die Abzeichenfarbe. Ab dem frühen 18. Jahrhundert wurden die Abzeichenfarben dann von der Heeresverwaltung festgesetzt. Bestehende Farben wurden beibehalten und für manche Waffengattungen einheitlich nach Verwendung orientierte Abzeichenfarben eingeführt. Artillerie und technische Truppen erhielten daher in vielen Staaten (z. B. Preußen, Frankreich und Russland) schwarze Abzeichen, da helle Aufschläge durch Pulverdampf und Wagenschmiere rasch unansehnlich geworden wären. Leichte Infanterie erhielt, wenn sie nicht ohnehin bereits grüne Uniformen trug, grüne Abzeichen in Erinnerung an ihre Herkunft aus dem Jagdwesen. In Großbritannien erhielten Regimenter mit königlichem Titel der Infanterie und Kavallerie (z. B. „Royal Fusiliers“) einheitlich dunkelblaue Abzeichen. Bei kleineren Waffengattungen (z. B. Artillerie, Fremdentruppen oder Jäger), die im Uniformstil größerer Waffengattungen (z. B. Infanterie oder Dragoner) gekleidet waren und sich von diesen auch durch die Grundfarbe des Rockes unterschieden, bezeichnet man die Aufschlagfarbe auch dann als Abzeichenfarbe, wenn innerhalb der Gattung keine unterschiedlichen Farben für die einzelnen Regimenter verwendet wurden.
Trommler, Trompeter und andere Militärmusiker trugen oft „gewechselte Farben“, d. h. Abzeichenfarbe und Grundfarbe waren getauscht.
Mit dem Anwachsen der Heere wurde es bereits im 18. Jahrhundert insbesondere bei der Infanterie als zahlenmäßig stärkster Waffengattung immer schwieriger, jedem Regiment eine charakteristische Abzeichenfarbe zu geben. In Großbritannien behalf man sich damit, die Regimenter durch Anordnung und Metall der Knöpfe sowie Form und Farbgebung der Litzen zusätzlich zu unterscheiden. In Frankreich entwickelte sich ein kompliziertes System, bei dem abwechselnd Teile der abzeichenfarbigen Uniformteile in der Grundfarbe mit abzeichenfarbiger Einfassung gehalten wurden. Österreich verwendete etwa dreißig verschiedene Abzeichenfarben und je zwei unterschiedliche Knopf- und Hosenfarben (blaue Hosen für die Ungarn, weiße für alle anderen).
Mit Entstehung der Massenheere wurde es letztlich unmöglich, jedem Infanterieregiment eine eigene farbliche Gestaltung zu geben. Frankreich führte daher bereits in den Revolutionskriegen (wohl auch in Ablehnung der aristokratischen Herkunft als Livreefarben) eine Einheitsuniform in den Nationalfarben (blauer Rock mit weißen und roten Abzeichen) ein. Preußen gab bei der Infanterie ab den Scharnhorstschen Reformen nur mehr den Armeekorps Abzeichenfarben. Großbritannien reduzierte im Rahmen der Heeresreform von 1881 die Abzeichenfarben auf vier. Die Abzeichenfarben überstanden die Einführung der Tarnfarben zu Beginn des 20. Jahrhunderts zwar noch, doch im Ersten Weltkrieg verschwanden sie bei allen Großmächten von den Felduniformen.
In Deutschland, Frankreich und weiteren Ländern wurden sie von den Waffenfarben abgelöst, welche nur mehr die Waffengattung und nicht mehr einzelne Regimenter charakterisieren. In einigen anderen Ländern sind Abzeichenfarben für bunte Paradeuniformen aber noch in Gebrauch.